# Gen Digital
Gen Digital公司（英語：Gen Digital Inc.），前称赛门铁克（Symantec）、诺顿LifeLock（NortonLifeLock），是一家總部設於美国亞利桑那州坦佩的互联网安全技术厂商，創立於1982年3月1日，並在全球有40個國家設有分公司，在《财富》500强企业名单中名列第391位，全球拥有20,500多名员工。
2015年8月11日，賽門鐵克以80億美元出售旗下的資訊管理業務Veritas予The Carlyle Group、GIC與其他投資人共組的投資集團，於2016年1月1日完成交易。

## 主要產品
- 電腦安全軟體
  - 诺顿网络安全大師 - 網路安全套裝
  - 诺顿防毒软件 - 防毒軟體
  - 诺顿360 - 包括系統防護身分安全和備份還原及電腦整理
  - Symantec Endpoint Protection - 企業專用產品
- 備份及還原軟體
  - 諾頓魅影系統
  - 諾頓線上備份大師
  - 諾頓360 - 包括系統防護身分安全和備份還原及電腦整理
- 電腦整理軟體
  - 諾頓電腦醫生
  - 諾頓360 - 包括系統防護身分安全和備份還原及電腦整理
- 磁碟分區軟體
  - Norton PartitionMagic
- 网站信任检测
  - Norton Verisign
- 密碼管理解決方案商
  - PasswordBank
- 备份和还原解决方案商
  - Symantec NetBackup
  - Symantec Backup exec
- 维护管理工具
  - Symantec Operations Readiness Tools - 帮助系统管理员识别数据中心风险，提高运维效率，从而使之能够管理和控制由数据中心构架和规模引起的复杂性。

## 历史
- 賽門鐵克於2003年併購SafeWeb，SafeWeb是設立於加州的新創公司，創辦人是徐道輝（Stephen Hsu），其軟體Triangle Boy應許世界各地的用戶「自由、隱私且安全地訪問未經審查的網路」。併購後，Triangle Boy就無聲無息地中止〔開發〕了[3]。
- 2007 年 1 月 29 日，賽門鐵克宣布計劃收購 Altiris，並於 2007 年 4 月 6 日完成收購。 Altiris 專注於面向服務的管理軟件，使組織能夠管理 IT 資產。它還為網絡服務、安全和系統管理產品提供軟件。 Altiris 成立於 1998 年，總部位於猶他州林登。[4]。
- 2008 年 1 月 17 日，賽門鐵克宣布將其應用性能管理 (APM) 業務和 i3 產品線分拆給 Vector Capital。 Precise Software Solutions 接管了 APM 業務的開發、產品管理、營銷和銷售，並於 2008 年 9 月 17 日作為一家獨立公司成立。[4]
- 2010年5月20日，賽門鐵克宣布将以12.8亿美元收购威瑞信认证业务[5]。
- 2010年8月9日，賽門鐵克完成了对威瑞信身份验证部门的收购，其中包括安全套接字层(SSL)认证服务、公钥基础架构 (PKI) 服务、Verisign® Trust Services 以及 Verisign® Identity Protection (VIP) Authentication Service[6]。
- 2011年11月15日，華為以5.3億美元向賽門鐵克收購華為賽門鐵克49%股權，交易結束後，華為將完全擁有華為賽門鐵克。
- 2012 年 1 月 17 日，赛门铁克宣布收购云电子邮件归档公司 LiveOffice。 收购价格为 1.15 亿美元。2011年，赛门铁克凭借其 Enterprise Vault.cloud 和 Cloud Storage for Enterprise Vault 软件以及云消息传递软件赛门铁克即时消息安全云 (IMS.cloud) 加入云存储和备份领域。[4]
- 2012年3月2日，賽門鐵克完成對 Odyssey Software 的收購。 Odyssey Software 的主要產品是 Athena，它是一種設備管理軟件，它擴展了 Microsoft System Center 軟件，增加了管理、支持和控制移動和嵌入式設備（如智能手機和加固型手持設備）的能力。[4]
- 2014 年 5 月，赛门铁克收购了市场领先的第三方 EAS 移动应用程序 TouchDown 的提供商 NitroDesk。
- 2015年8月12日，賽門鐵克以80億美元將旗下的資訊管理業務Veritas华睿泰出售給由The Carlyle Group、GIC與其他投資人共組的投資集團
- 2016年6月13日，賽門鐵克以46.5億美元收購網絡安全公司Blue Coat System Inc。
- 2016年11月20日，賽門鐵克以23億美元收購防盜軟件商LifeLock。
- 2017年3月，谷歌认为由于赛门铁克 CA（证书签发机构）签发了3万多个有问题的证书，所以Chrome浏览器将逐步减少对赛门铁克证书的信任。[7]。
- 2017年8月2日，DigiCert以9.5亿美元现金和DigiCert业务的30%股权收购赛门铁克安全认证业务。
- 2019年8月8日，博通有限斥資107億美元現金收購賽門鐵克的品牌和企業網絡安全業務，賽門鐵克自己則保留身分防護服務LifeLock及諾頓防毒等消費端產品[8]。
- 2019年11月，賽門鐵克出售給博通的交易完成，赛门铁克正式更名为NortonLifeLock Inc.[9]。
- 2020 年 12 月 7 日，NortonLifeLock 宣布收購 Avira。此次收購於 2021 年 1 月完成。 [4]
- 2021 年 7 月 14 日，NortonLifeLock 宣布收購 Avast，並預計於 2021 年 8 月完成。[10]
- 2022 年 3 月 ，NortonLifeLock 原宣布 以 86 億美元收購 Avast的交易遇到阻礙。英國反壟斷監管機構表示，出於對市場競爭的擔憂，將對此網路安全收購案進行更深入的調查[11]。NortonLifeLoc 表示，調查將推遲交易的完成，目前預計交易將在 2022 年中後期完成。

## 外部連結
- 官方网站